# 安迪·威爾
安迪·威爾（Andy Weir，1972年—），美國科幻小說家，《火星任務》的作者，其小說於2015年被改編成同名電影，由列尼·史葛執導。

## 生平
安迪·威爾曾於聖地牙哥加利福尼亞大學學習電腦科學，並於美國線上及暴風雪娛樂工作。
2011年，安迪·威爾於網路連載小說《火星任務》。2013年，《火星任務》出版電子書。

## 作品

### 長篇小說
- 《Theft of Pride》（2000年）
- 《火星任務》（The Martian，2011年）ISBN 978-0804139021
- 《月球城市》（Artemis，2017年）ISBN 978-0553448122
- 《極限返航》（Project Hail Mary，2021年）

## 外部連結
- 官方网站
- Original site with the Creative Works of Andy Weir （页面存档备份，存于）
- （页面存档备份，存于） Science & Film interview with Andy Weir about The Martian